# 전시부역
부역(附逆, collaborationism) 또는 이적행위(利敵行爲, 문화어: 리적행위, benefiting the enemy)란 적을 이롭게 하여 나라에 해를 끼치는 행위이다. 이를 행한 자를 부역자(附逆者, collaborator), 이적사범(利敵事犯)이라고 한다.

## 같이 보기
- 친일파
- 추축국 부역